# Santa Cruz la Vieja

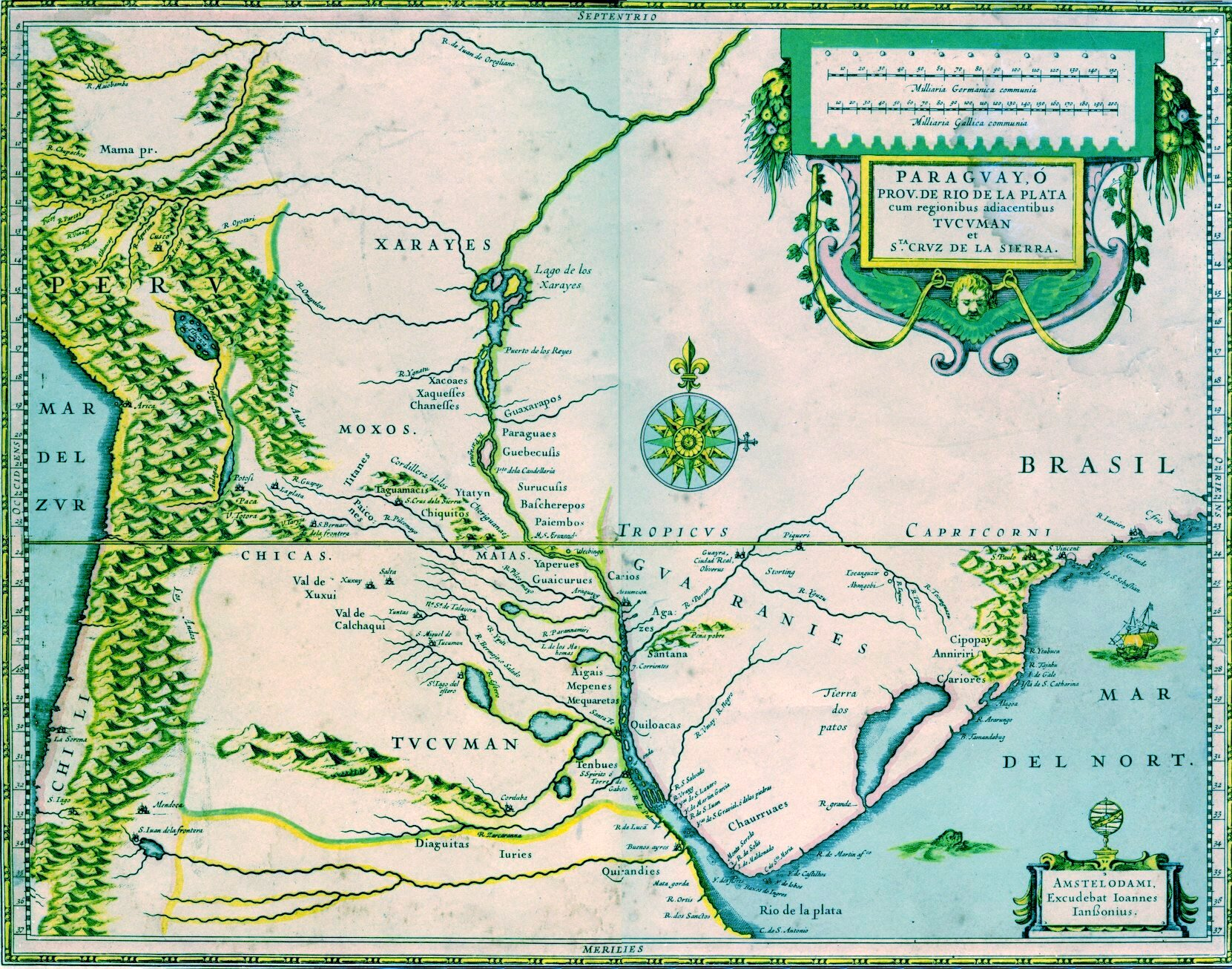
Mapa de las gobernaciones del Paraguay y del Río de la Plata con las regiones adyacentes de Tucumán y Santa Cruz de la Sierra (Año 1600).

El Parque Nacional Histórico Santa Cruz La Vieja es una área protegida de carácter histórico, arqueológico y natural, creada en 1989 para la conservación y promoción del sitio donde fue fundada la ciudad de Santa Cruz de la Sierra. Declarada en 1998 Capital Histórica del departamento de Santa Cruz.

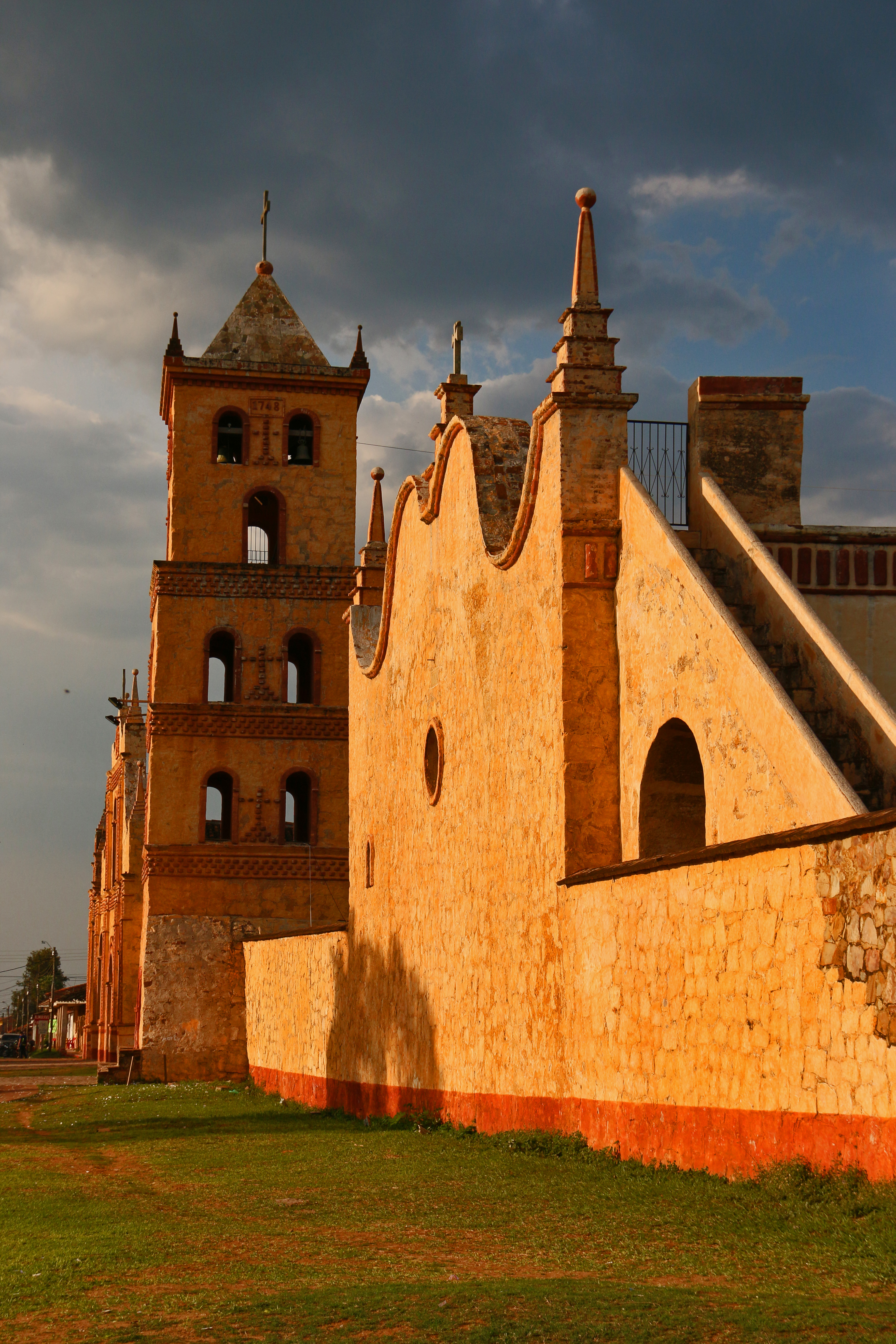
Santa Cruz la Vieja

En 2019 se pudo constatar que el parque nacional Santa Cruz La Vieja ha sufrido la presión de la deforestación de sus alrededores, además de otras amenazas como la cacería, perdiendo fauna valiosa.